# デビッド・イェイガー
デビッド・イェイガー（David Joerger ([ˈjeɪɡər] [YAY-ger]), 1974年2月21日 - ）は、アメリカ合衆国のプロバスケットボール指導者。2013年から3年間アメリカ男子プロバスケットボールリーグNBAのメンフィス・グリズリーズ、サクラメント・キングスでヘッドコーチを務め、2020-2021シーズンよりフィラデルフィア・セブンティシクサーズのアシスタントコーチを務める。

## 経歴
1997年からコーチングのキャリアを開始し、10年の間、IBA、USBL、CBAやDリーグで活動し、2007年から6年間、NBAのメンフィス・グリズリーズで、マーク・イアバローニ、ライオネル・ホリンズヘッドコーチ時代にアシスタントコーチを務めた後、2013年ヘッドコーチに就任した。2013-14シーズンは50勝32敗で第7シードでプレーオフに進み、オクラホマシティ・サンダーに第7戦で敗れた。2014年、契約を延長した。以降もグリズリーズをプレーオフ進出に導いたが、2015-16シーズンは負傷者が続出し、42勝40敗に終わり、プレーオフには進出したものの、サンアントニオ・スパーズに惨敗を喫し、2016年5月7日に解任されたが、業界内でのイェイガーの評価は高く、解任から2日後の5月9日に早速サクラメント・キングスのヘッドコーチ就任が決定した。